# Chapelle Saint-Sixte d'Eygalières
La chapelle Saint-Sixte d'Eygalières est une chapelle romane située à Eygalières dans le département français des Bouches-du-Rhône en région Provence-Alpes-Côte d'Azur.

## Localisation
La chapelle se dresse, isolée et entourée de cyprès, sur un tertre rocailleux situé à 1 500 m à l'est du village d'Eygalières dans le massif des Alpilles.

## Historique
La chapelle Saint-Sixte, qui succède à un sanctuaire antique situé près d'une source, est érigée au XIIe siècle sur un tertre ancestral par les habitants qui y vénèraient encore des stèles païennes dédiées à l'eau,,.
La chapelle existait avant 1155 car à cette époque elle est mentionnée dans une bulle du pape Adrien IV comme faisant partie du domaine de l'évêque d'Avignon,. En 1222 elle fut donnée à l'abbaye de Mollégès, nouvellement fondée,. De cette époque date le pèlerinage du mardi de Pâques qui se rend de l'église du village à la chapelle, ouvert par le buste en bois doré de saint Sixte, suivi par le clergé, par la population et par des gardians de Camargue portant en croupe des Arlésiennes aux costumes chatoyants : une messe est ensuite dite devant la chapelle, suivie d'un sermon en langue provençale,.
À l'origine, la chapelle avait comme façade le mur-clocher toujours existant. Au XVIe siècle, elle est complétée par un petit ermitage avec son jardin,. 
Le porche est ajouté en 1629 pour abriter les nombreux pèlerins. 
La tradition rapporte que les habitants de Saint-Andiol se rendent toutes les années depuis 1587 à la chapelle Saint-Sixte d'Eygalières en souvenir de la protection tenue contre la peste. 
Plus tard, l'ermitage sert de lazaret lors de la grande peste de 1720,,,. 
Un ermite originaire de Salon, appelé Jean Michel, y exerce son dévouement pendant l'épidémie de peste, de 1715 à 1726, année de sa mort. 

## Statut patrimonial
La chapelle fait l'objet d'une inscription au titre des monuments historiques depuis le 15 juillet 1971.

## Description
Il ne reste de l'édifice roman que l'abside semi-circulaire construite en moyen appareil et voûtée en cul-de-four et le mur de l'arc triomphal qui conserve deux consoles en forme de tête de sanglier,,. 
Toute simple, la chapelle construite en moellons est précédée d'un porche imposant (stabulum) ajouté lors de la restauration du XVIIe siècle. Elle est soutenue par de massifs contreforts et est surmontée d'un clocher-mur à une seule baie campanaire.
Avec les cyprès qui l'encadrent, elle est peut-être le lieu le plus peint de France et compose une des images les plus connues de la Provence en général et de l'art roman provençal en particulier : elle a vu des centaines de chevalets se dresser à ses pieds et est l'un des édifices ruraux ayant inspiré le plus de peintres et de photographes en Provence,.
La population d'Eygalières invoque saint Sixte pour qu'il lui évite les désastres de la sécheresse et se rend à la chapelle en pèlerinage chaque année le mardi de Pâques,.

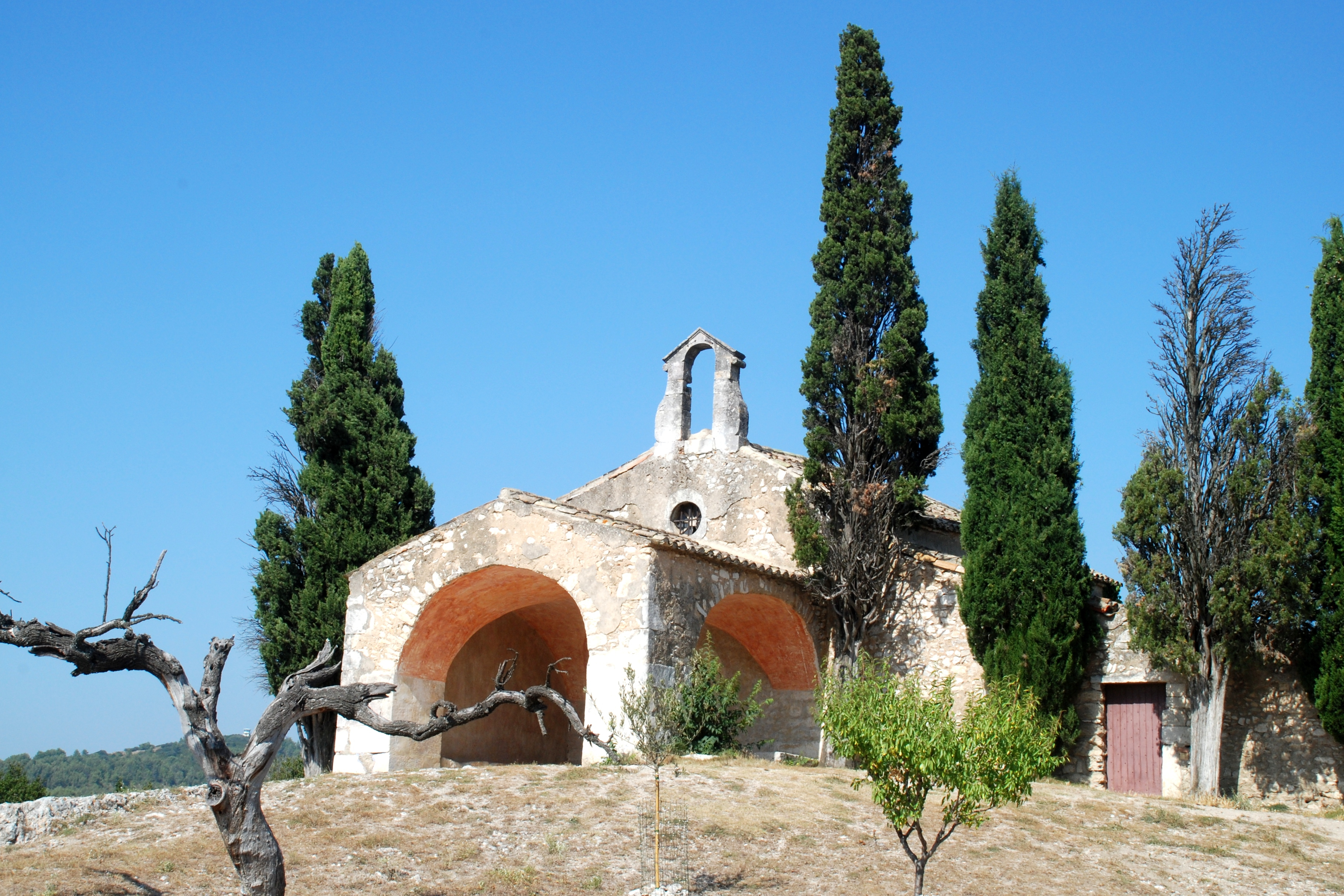
La chapelle Saint-Sixte d'Eygalières entourée de cyprès.
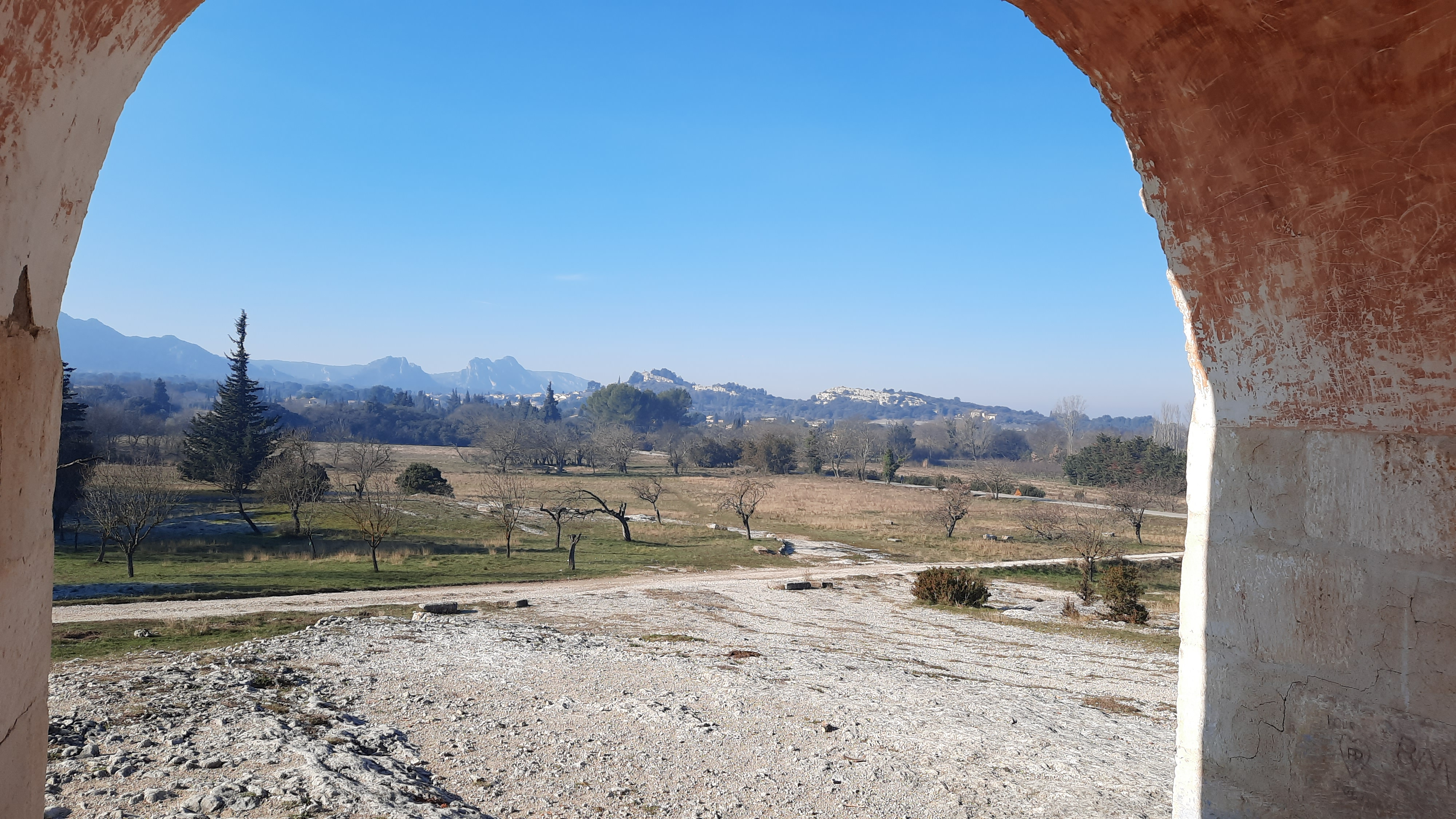
Les Alpilles vues depuis le porche de la chapelle.